# Cycloprosopus strigifera
Cycloprosopus strigifera är en fjärilsart som beskrevs av Arnold Pagenstecher 1907. Cycloprosopus strigifera ingår i släktet Cycloprosopus och familjen nattflyn. Inga underarter finns listade i Catalogue of Life.

## Bildgalleri

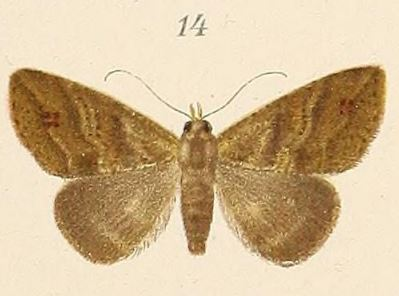